# Île Léon Lefèvre
L'île Léon Lefèvre est une île française de l'archipel des Kerguelen située au large de la Grande Terre, au fond de la baie des Swains, au sud-est de la presqu'île des Phoquiers.
L'île est nommée par Raymond Rallier du Baty en l'honneur du constructeur boulonnais de La Curieuse, bâtiment servant à la seconde expédition de Rallier du Baty en 1913/1914.